# Långvattnet (Bjurholms socken, Ångermanland)
Långvattnet är en sjö i Bjurholms kommun i Ångermanland och ingår i Lögdeälvens huvudavrinningsområde. Sjön har en area på 0,523 kvadratkilometer och ligger 296 meter över havet. Långvattnet ligger i Lögdeälven Natura 2000-område.

## Delavrinningsområde
Långvattnet ingår i det delavrinningsområde (709793-163705) som SMHI kallar för Utloppet av Långvattnet. Medelhöjden är 336 meter över havet och ytan är 5,26 kvadratkilometer. Det finns inga avrinningsområden uppströms utan avrinningsområdet är högsta punkten. Vattendraget som avvattnar avrinningsområdet har biflödesordning 3, vilket innebär att vattnet flödar genom totalt 3 vattendrag innan det når havet efter 105 kilometer. Avrinningsområdet består mestadels av skog (75 procent). Avrinningsområdet har 0,53 kvadratkilometer vattenytor vilket ger det en sjöprocent på 10 procent.